# Cosmarium notabile
Cosmarium notabile  là một loài Song tinh tảo trong họ Desmidiaceae, thuộc chi Cosmarium.